# Усть-Каменогорський сільський округ
Усть-Каменого́рський сільський округ (каз. Усть-Каменогорск ауылдық округі, рос. Усть-Каменогорский сельский округ) — адміністративна одиниця у складі Уланського району Східноказахстанської області Казахстану. Адміністративний центр — село Восточне.
Населення — 1385 осіб (2021; 1799 у 2009, 1948 у 1999, 2482 у 1989).
Станом на 1989 рік існувала Усть-Каменогорська сільська рада (села Восточне, Донське, Макієвка, Мирне) з центром у селі Восточне колишнього Тавричеського району.

## Склад
До складу округу входять такі населені пункти:
| Населений пункт | Старі назви | Населення, осіб (1989) | Населення, осіб (1999) | Населення, осіб (2009) | Населення, осіб (2021) |
| --------------- | ----------- | ---------------------- | ---------------------- | ---------------------- | ---------------------- |
| Восточне, село  | -           | 1017                   | 578                    | 401                    | 284                    |
| Донське, село   | -           | 876                    | 945                    | 960                    | 798                    |
| Макієвка, село  | -           | 539                    | 373                    | 389                    | 272                    |
| Мирне, село     | -           | 50                     | 52                     | 49                     | 31                     |